# Николо-Улейминский монастырь
Нико́ло-Уле́йминский монасты́рь — женский монастырь в селе Улейма Угличского района Ярославской области, на берегу реки Улеймы в 11 км от Углича. В 1992 году был передан старообрядцам, относится к Ярославско-Костромской епархии Русской православной старообрядческой церкви.
Единственный полностью сохранившийся монастырский ансамбль Угличского района и единственный крупный монастырский комплекс, находящийся в ведении РПСЦ.

## История
По преданию, монастырь основал в XV веке ростовский инок Варлаам, который принёс сюда икону Николая Чудотворца из итальянского города Бари. В 1469 году на средства углицкого князя Андрея Васильевича здесь были выстроены деревянная часовня во имя Николая Чудотворца, кельи для монахов и ограда. В 1563 году углицкий князь Юрий Васильевич построил здесь деревянную церковь Введения во храм Пресвятой Богородицы. В 1589 году в монастыре был поставлен первый каменный Никольский собор.
В Смутное время монастырь был разрушен поляками и литовцами в 1609, 1612 и 1619 годах. В стенах монастыря оборонялись две тысячи крестьян и монахов. Последние защитники укрылись от врагов в стенах Никольского собора, рухнувшего в результате подкопа и похоронившего под своими стенами сотни людей.
Строительство нового Никольского собора на подклете прежнего началось в 1620-е годы, однако освящён собор был лишь 9 мая 1677 года митрополитом Ростовским Ионой Сысоевичем.
В 1707 году боярыня П. А. Нарышкина передала собору частичку мощей Николая Чудотворца, привезённых в Россию царём Петром I. В 1713—1717 годах была построена надвратная церковь во имя Святой Живоначальной Троицы.
В 1764 году в ходе секуляризационной реформы получил статус заштатного (то есть не получал средств из казны), но в последующее время сохранял большое значение и пользовался известностью благодаря частице мощей Николая Чудотворца и почитаемой иконе. Храмы монастыря — собор во имя святителя Николая, Введенская и Троицкая церкви — неоднократно перестраивались в XVIII—XIX веках.

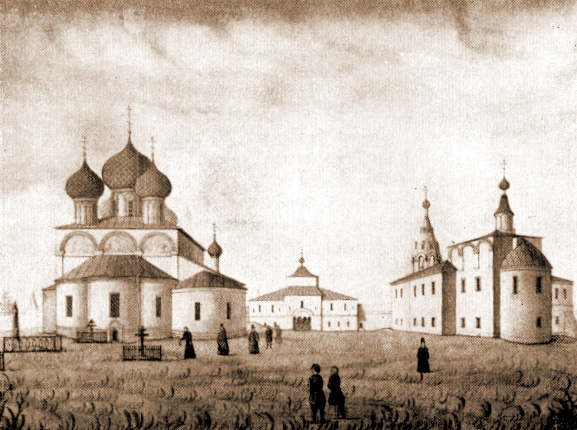
Акварель В. И. Серебрянникова, 1840-е годы

К началу XX века Николо-Улейминский монастырь стал одним из наиболее заметных духовных и культурных центров края. Он пользовался большой любовью не только в окрестных селах и деревнях, но и среди угличан за чудотворную икону Николая Чудотворца, за торжественную службу, за образцовое ведение хозяйства, за звон колоколов, слышимых в городе. Центральный колокол «Полиелей» весил 625 пудов. К 1908 году монастырю принадлежали 241 десятина и 761 квадратная сажень земли, имелась водяная мукомольная мельница. К монастырю был приписан ряд дарственных пустошей: Чистофорова (23 десятины, 1560 квадратных саженей), Мининская (32 десятины), Воронина (20 десятин), Филино (26 десятин), Темнина. В ограде находился корпус братии с кельями, школа и чайная, в которой принимали паломников. Монастырь владел ценными бумагами на 41260 рублей, получал 711 рублей и 42 копейки казённого содержания в год, его братии принадлежало 18195 рублей 50 копеек, а капитал монастырской школы составлял 400 рублей.
В праздники служба в последнее время совершалась в храме Живоначальной Троицы, который соединялся с настоятельскими покоями, где жил архимандрит. Он занимал все комнаты второго этажа, где был его кабинет, спальня и ризница. Облачения были краевые, голубые; бархатные под серебро. В Пасху в храме вспыхивали бенгальские огни, совершался крестный ход. Для школьников в монастырской школе устраивали ёлку, на которой развешивали небольшие подарки, которые затем раздавали детям.
В 1917 году проходили митинги в селе Улейме. Архимандрит Амвросий призывал верующих: «В случае закрытия храма буду бить в набат. Приходите отстаивать». Последним архимандритом монастыря был Павел (Чистяков).
В 1930 году решением колхозного собрания монастырь был закрыт. Церковная утварь была вывезена в музеи Углича и Ярославля.
Троицкий храм использовали под школу, хранилище для зерна, сливной пункт; использовались храмы и под лагерь заключённых (с 1938 года), и под детский дом (в 1941—1957 годах), и под психоневрологический детский дом-интернат. В 1941 году с башен были сняты кровли, и башни были переоборудованы в укрепления для отражения врага. На северо-запад, северо-восток и юго-восток протянулись противотанковые рвы. Всё это ускорило разрушение монастыря. Юго-восточная башня была наполовину разрушена. В 1950-х годах при грозе сгорел крест на колокольне Никольского собора.
В 1960 году была начата реставрация зданий. Силами Угличского реставрационного участка под научным руководством С. Е. Новикова была укреплена восточная стена и отремонтированы южные башни. Отреставрированы были стены и крыльцо на два схода у Введенского храма. Восстановлены древние наличники с редким «звёздчатым» сандриком. Отремонтировано крыльцо Троицкого храма, перекрыты главы Никольского собора и Введенской церкви, над ними установили позолоченные кресты. Восстановлен крест и на колокольне Никольского собора. В этот период исчез южный придел Никольского собора, исчезли и решётки из его окон, осыпалась роспись.
В 1992 году Николо-Улейминский монастырь возродился как мужской монастырь Русской православной старообрядческой церкви (Белокриницкое согласие).
28 мая 1993 года в день 400-летия гибели царевича Димитрия в соборном Никольском храм монастыря был совершён молебен с водосвятом. Это была первая служба после закрытия монастыря.
Из-за малочисленности насельников в 1998 году монастырь был превращён в женский.
22 августа 2008 года митрополит Корнилий (Титов) возглавил чин освящения Введенского храма.
В ноябре 2017 года закончились работы по благоустройству территории обители и строительству дороги.
2 июля 2023 года митрополит Корнилий (Титов) совершил освящение Никольского собора монастыря.

## Строения
Ансамбль монастыря повторяет традиционную композицию монастырских комплексов XVI—XVII веков. Прямоугольная в плане территория монастыря ограждена невысокой каменной стеной с восемью разными по форме башнями — круглыми, четырёх- и восьмигранными. В центре расположены Никольский собор (1677), трапезная с Введенской церковью (1695), многоярусная колокольня. В монастырь ведут двое ворот — западные, главные (Святые) и восточные (Водяные).
В ограде находился каменный двухэтажный корпус для братии и настоятеля, двухэтажная же каменная гостиница для паломников, пристроенный слева к Введенской церкви дом, деревянный дом на скотном дворе, один каменный флигель для рабочих и три деревянных, а также монастырская школа. Неприкосновенный капитал монастыря состоял 81430 рублей.
| Фото                        | Название | Построено      | Описание |
| --------------------------- | -------- | -------------- | --- |
| Никольский собор            |          | 1677           | Первое каменное здание монастыря. Этот приземистый и грузный пятиглавый собор, близкий по композиции к храмам Ярославля, имеет кубический объём с двумя приделами. В конце XIX века к нему были пристроены паперть и колокольня. Никольский собор реконструировался в 1750-х, 1852, 1887—1888 годах. В 1862 году собор был расписан; живопись поновлена петербургским архитектором Ф. Е. Егоровым в 1897 году. Имел три придела: средний — во имя святителя Николая, левый придел — во имя великомученика Феодора Стратилата, а правый — во имя Архангела Гавриила и преподобной Марии Египетской (устроен на средства благотворительницы, купчихи из Москвы Марии Александровны Гусевой). |
| Введенская церковь          |          | 1695           | Построена в XVI веке. Перестроена в 1695 году. Здание включает в себя трапезную 1563 года, покои настоятеля и келарскую, а также кухню, квасной и хлебный склады в подклете. Верх и низ церкви соединён внутристенным ходом, а для входа в жилые помещения используется замечательное по формам крыльцо «на два всхода». Введенская церковь реконструировалась в 1793 и 1863 годах. В 1870 году она была расписана на средства крестьян Козловых из Улейминской слободы. В 1838 году на средства петербургского купца Ф. Я. Ермолаева к церкви пристроена деревянная паперть. Храм был расписан в 1863 году и реконструирован в 1891 году. Введенская церковь сохранилась до наших дней, редкие «звёздчатые» сандрики на её фасадах восстановлены в ходе современных реставрационных работ. К 1908 году в ней были обустроены приделы во имя Введения во храм Божией Матери и священномученика Власия (устроен крестьянином из деревни Бутаково Улейминской волости Семеном Леонтьевичем Волнухиным). |
| Колокольня                  |          | конец XIX века | |
| Троицкая надвратная церковь |          | 1713—1717      | Построена в начале XVIII столетия, и перестроена с приделами в 1891 году. К 1908 году в церкви были престолы 1) Святой Троицы, 2) пророка Илии и святой равноапостольной Мариамны (обустроен крестьянкой из деревни Глухово Мариамной Андреевной Кукушкиной) и 3) святого апостола Филиппа и Василия Блаженного (возведен на средства крестьянина деревни Горушки Улейминской волости Филиппа Дмитриевича Боброва и Пелагеи Ермильевны Басариной из Улейминской слоболы). |
| Святые врата                |          |                | |
| Монастырская стена          |          | начало XVIII   | В начале XVIII века были достроены также каменные крепостные стены с башнями. Форма каменной ограды была подражанием крепостным стенам монастырей XVI—XVII веков. |
| Башни монастыря             |          | начало XVIII   | |

## Настоятели
- игумен Варлаам (Старорушин) (?—1619)
- архимандрит Амвросий (Казанский) (24 мая 1913 — ?)
- архимандрит Павел (Чистяков) (1916—1930)
- игумения Варсонофия (Килина) (1998—2015), в миру Валентина Рахманова, с 1962 по 1992 год — супруга священника Симона Килина, пострижена в иночество в 1992 году, приняла схиму в 2015 году и скончалась 6 декабря 2020 года[8].
- игумения Олимпиада (с 2015)